# Баутиста, Марселина
Марселина Баутиста Баутиста (Баутиста, исп. Marcelina Bautista Bautista; родилась 25 апреля 1966 года, Ночиштлан, Оахака) — мексиканская правозащитница и профсоюзная деятельница миштекского происхождения. Она проработала домашней прислугой 22 года, начиная с 14-летнего возраста. Она самостоятельно окончила Ибероамериканский университет и начала организовывать своих коллег в профсоюз. 
В 2000 году она основала организацию Центр поддержки и обучения домашних работниц (Centro de Apoyo y Capacitación para Empleadas del Hogar), а в 2015 году — Национальный профсоюз домашних работников и работниц (Sindicato Nacional de Trabajadores y Trabajadoras del Hogar, SINACTRAHO). В 2006—2012 годах была генеральным секретарём Конфедерации латиноамериканских и карибских работников домашних хозяйств (Confederación Latinoamericana y del Caribe de Trabajadoras del Hogar, CONLACTRAHO), участвовала в разработке Конвенции о домашних работниках. 

## Ранние годы и трудовая деятельность
Марселина Баутиста Баутиста родилась 25 апреля 1966 года в крестьянской семье миштеков в Тьерра-Колорада-Апаско (Ночиштлан, Оахака) - поселении с населением около 500 человек. Она росла с 11 братьями и сестрами, говорящими на миштекском языке, и мечтала стать юристкой. Она переехала из Оахаки в Мехико в 14-летнем возрасте.
В 14 лет, после окончания классов средней школы, она была вынуждена уехать в Мехико, чтобы работать и содержать семью. Она почти не знала испанского и бродила по улицам, пока не наткнулась на объявление «Требуется прислуга». Она проработала домработницей 22 года, ухаживая за детьми и выполняя прочую работу по дому. Работая, она подвергалась дискриминации и эксплуатации. Работодатель недоплачивал ей и избивал за то, что она не умела пользоваться стиральной машиной.

## Образование и социальная активность
Баутиста получила образование, одновременно работая полный рабочий день. Она потратила три года на изучение мексиканского трудового законодательства и Конституции. В итоге она получила диплом по коммуникациям и гражданскому обществу в Ибероамериканском университете. В 1988 году она отправилась в столицу Колумбии Боготу, где приняла участие в Первой встрече домашних работников стран Латинской Америки и Карибского бассейна. Примерно в то же время она начала организовывать домработниц, проводя собрания в парке на севере Мехико. 
В 2000 году Баутиста основала организацию Centro de Apoyo y Capacitación para Empleadas del Hogar (CACEH). Через эту группу она отстаивала права домашних работников и начала процесс их объединения в профсоюзы. Это была первая мексиканская гражданская организация, занимающаяся защитой прав домашних работниц. Посредством CACEH Баутиста добилась проведения правовых реформ, требующих от работодателей предоставления своим работникам социального обеспечения.
Баутиста продолжила организовывать домашних работников и стала одним из главных активистов, борющихся за их права в Мексике. С 2006 по 2012 год она занимала пост генерального секретаря Конфедерации латиноамериканских и карибских работников домашних хозяйств (CONLACTRAHO). Она была региональным координатором Международной сети домработниц (Red Internacional de Trabajadoras del Hogar) с 2009 по 2013 год. Баутиста участвовала в создании и утверждении Конвенции о домашних работниках, установившей трудовые стандарты для занятых в этой сфере и принятой Международной организацией труда в 2011 году. В 2013-2016 годах она была региональным координатором в Латинской Америке Международной федерации домашних работников (Federación Internacional de Trabajadoras del Hogar, FITH). В 2015 году она основала Национальный профсоюз домашних работников и работниц (SINACTRAHO).
В 2019 году Баутиста была приглашена на 91-ю церемонию вручения премии «Оскар» Альфонсо Куароном, режиссёром фильма 2018 года «Рома», рассказывающего о жизни домработницы.

## Награды
- Премия Эрмилы Галиндо от Комиссии по правам человека Федерального округа (Premio Hermila Galindo de la Comisión de Derechos Humanos del Distrito Federal, 2006)
- Премия прав человека Фонда Фридриха Эберта (Premio de Derechos Humanos de la Friedrich Ebert Stiftung, 2010)
- Национальная премия за правозащиту и противодействие дискриминации, выданная Национальным советом по предотвращению дискриминации (Premio Nacional por la Igualdad y la No Discriminación, 2013)
- Медаль Омесиуатль (2017)
- 100 женщин BBC (2021)